# Martin Balg

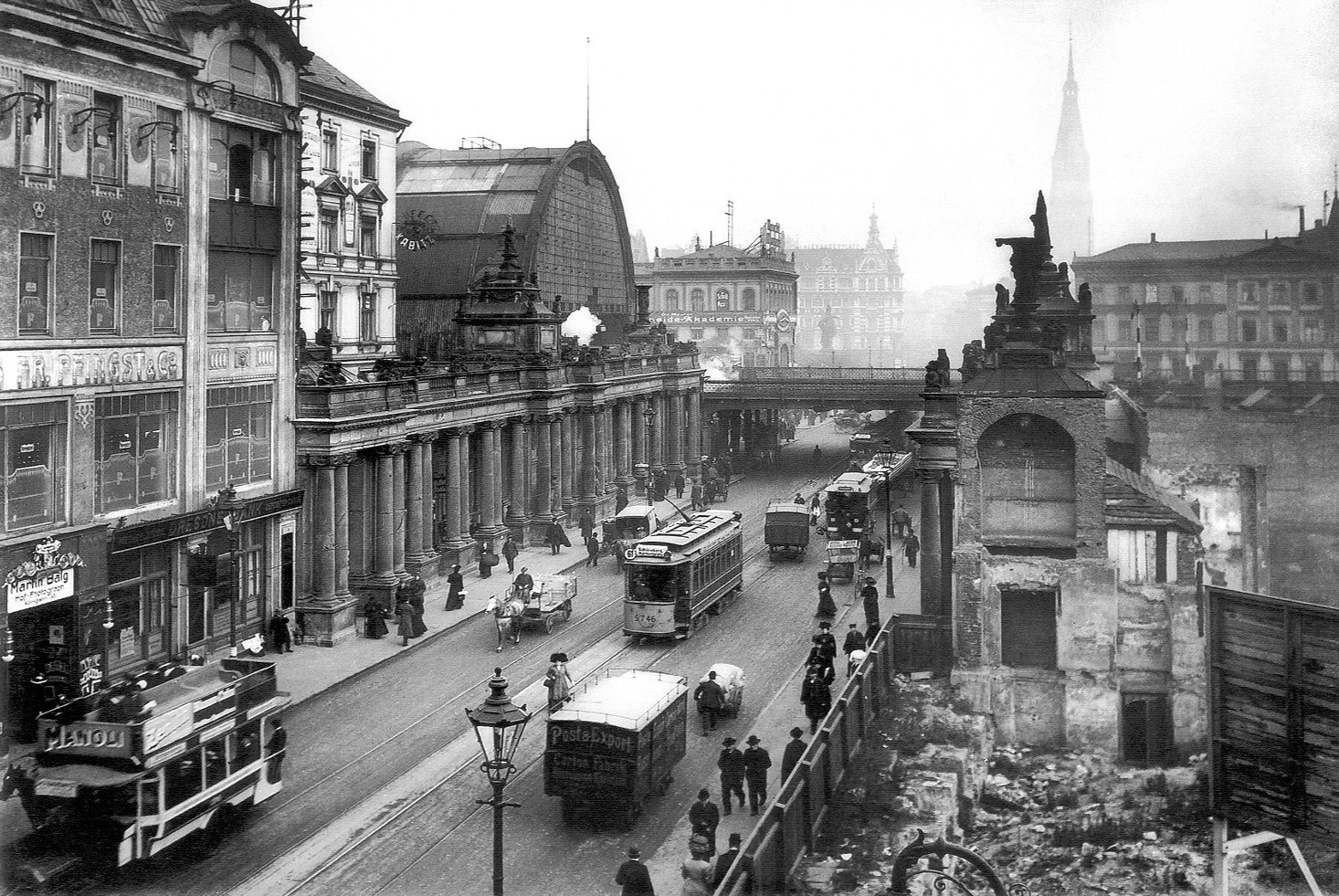
Königstraße Richtung Alexanderplatz mit dem Eingang zu Balgs Atelier (beachte das Schild über der Tür am linken Bildrand)
Foto: Waldemar Titzenthaler, 1909

Erich Gerhard Martin Balg (* 3. Oktober 1864 in Klitschdorf, Kreis Bunzlau; † 10. Januar 1919 in Berlin-Pankow) war ein deutscher Hof-Fotograf in Berlin.

## Leben

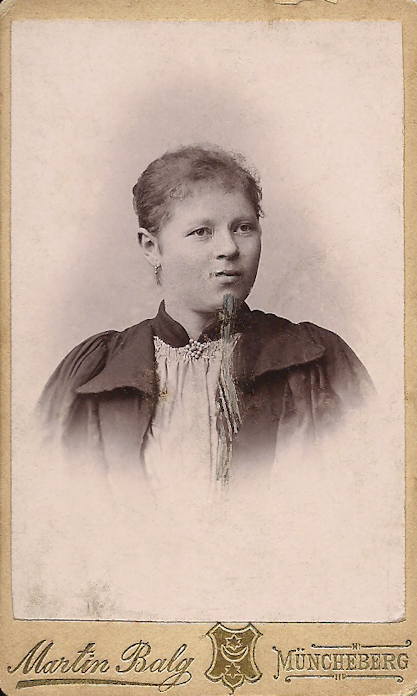
Porträt einer Frau, gefertigt in Müncheberg (vor 1900)

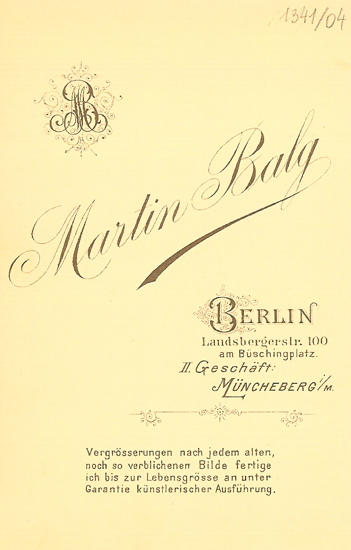
Revers eines Fotos aus der Zeit als die Ateliers in der Landsberger Str. 100 und in Müncheberg parallel funktionierten (vor 1896)

Es ist weder bekannt, bei wem Balg Fotografieren lernte, noch, seit wann genau er in Berlin arbeitete. Auf jeden Fall besaß er ein Atelier in Berlin in den 1890er Jahren (vor 1896) und zwar am Büschingplatz (Postadresse Landsberger Straße 100). Balg hatte jedoch auch ein Atelier in Müncheberg und es scheint, dass dieses Atelier vor seiner Berliner Karriere stand. Es ist offenbar in den späten 1880er Jahren eröffnet worden. Nachdem Balg es geschafft hatte, sich inzwischen einen Namen in der Kleinstadt Müncheberg (34 km nordöstlich von Frankfurt (Oder)) zu machen, wagte er es, ein Atelier in Berlin am Büschingplatz in der Landsberger Straße (etwas westlich des heutigen Platzes der Vereinten Nationen) zu eröffnen. Die Wahl der Landsberger Straße scheint nicht zufällig zu sein. Zwar war diese Adresse nicht zentral, sondern in der Königsvorstadt nahe Stralauer Vorstadt (heute Friedrichshain), mehrere Kilometer vom Zentrum entfernt, doch an der Ausfallstraße Richtung Müncheberg. Die rund 50 km lange Strecke nach Müncheberg sollte er ab jetzt häufiger bewältigen müssen, denn er betrieb beide Ateliers parallel. Ein Lokal in der Landsberger Straße war außerdem billiger als im Zentrum. Es fällt auf, dass Balg das unternehmerische Risiko so klein wie möglich halten wollte und dass er sein Ziel, möglichst erfolgreich zu werden, in kleinen Schritten, jedoch kontinuierlich verfolgte.

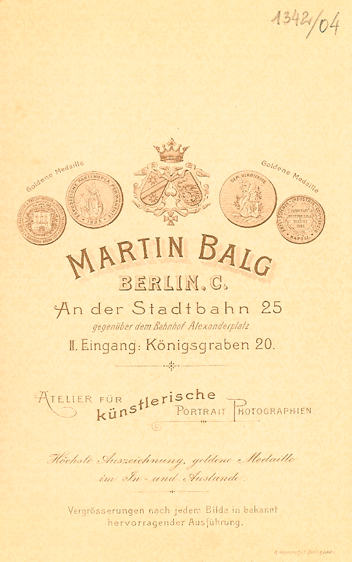
Revers aus dem Atelier am Alexanderplatz mit der Adresse An der Stadtbahn 25 (vor 1899)

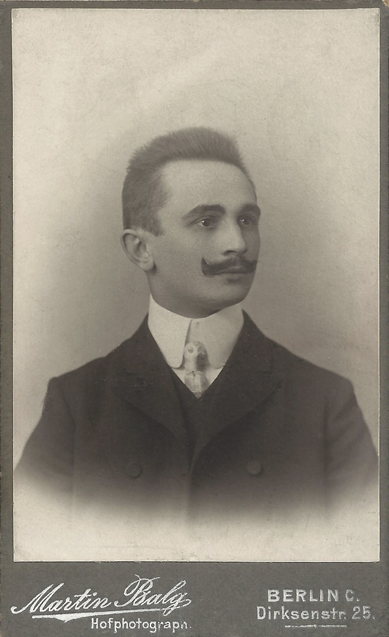
Porträt eines jungen Mannes mit der Adresse Dirksenstraße 25 (um 1910)

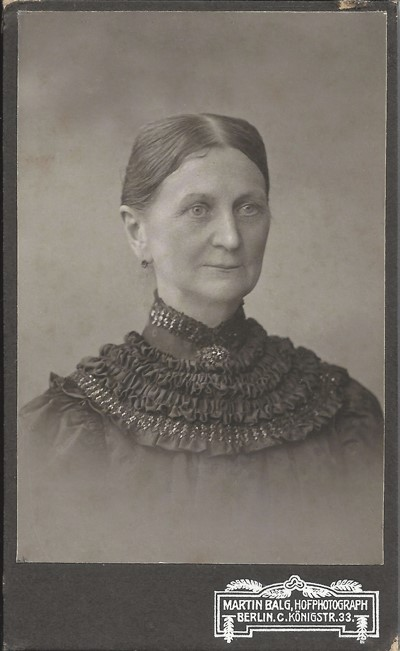
Porträt einer Frau mit der Adresse Königstraße 33 (1912–16)

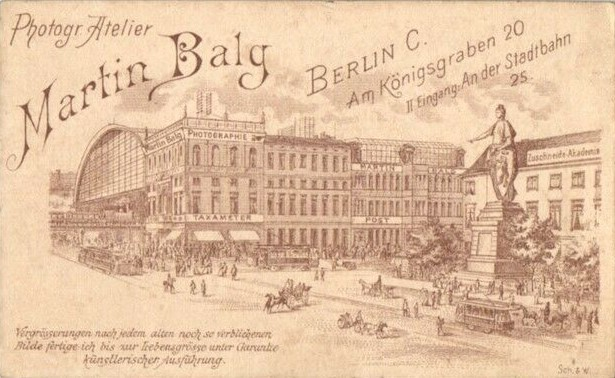
Revers einer Carte de visite von Martin Balg mit der Darstellung des Ateliers „am Alexanderplatz“. Auf dem linken und rechten Haus befinden sich große Werbeschriftzüge des Ateliers, während es selbst sich im ersten Stock des mittleren Gebäudes, sein Haupteingang Am Königsgraben 20 im linken Gebäude und sein Nebeneingang An der Stadtbahn 25 im rechten Gebäude befanden.

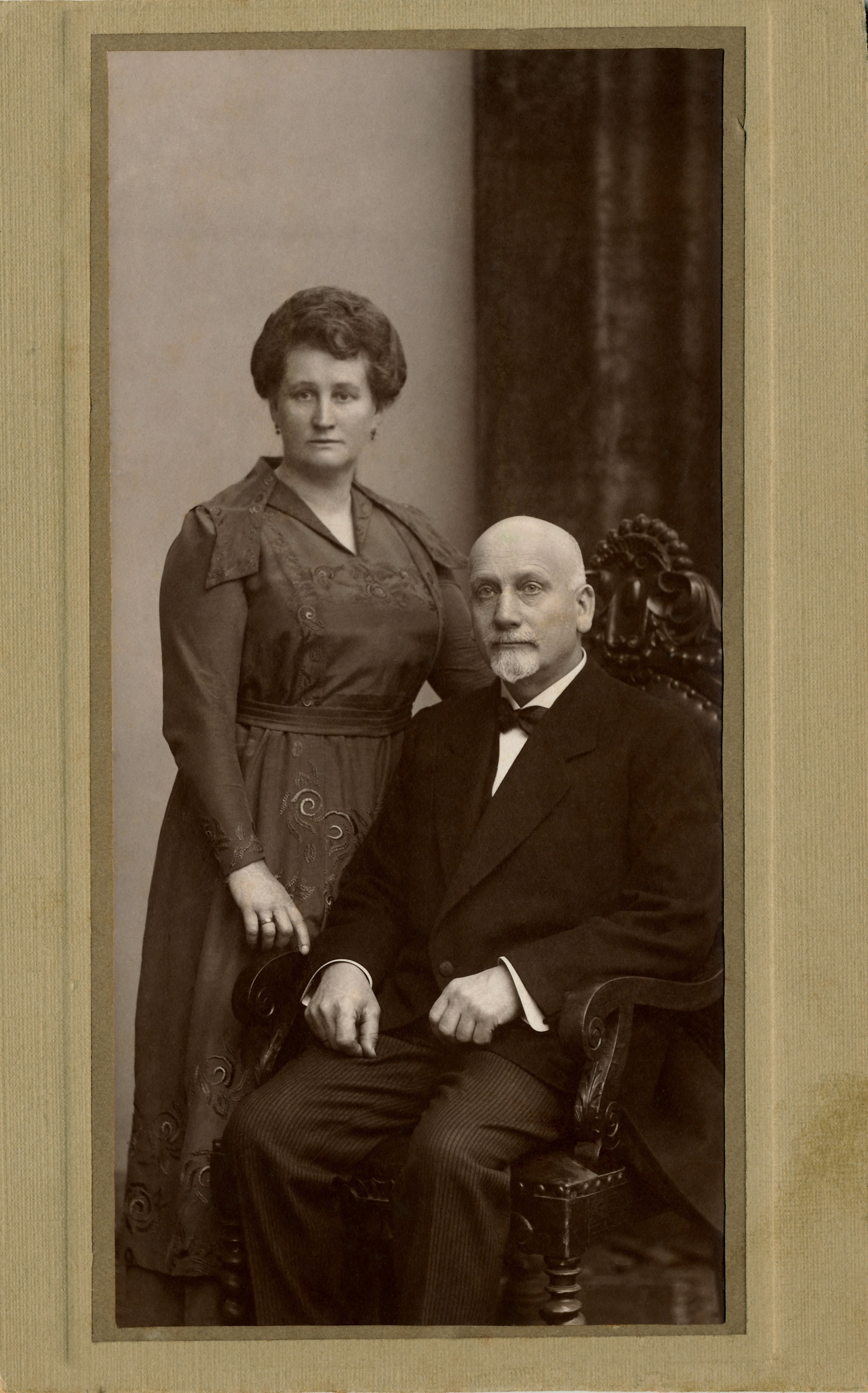
Porträt eines Ehepaares mit der Adresse Königstraße 34/36 (1916–18)

Am 17. April 1896 eröffnete Balg ein neues Atelier – an einer repräsentativen Stelle – „am Alexanderplatz“, wie er auf seinen Reversen angibt. Das Atelier lag in Wirklichkeit in einer Häuserzeile am Bahnhof »Alexanderplatz«, in unmittelbarer Nachbarschaft des Platzes und hatte zwei Eingänge von verschiedenen Seiten und mit verschiedenen Adressen, die sich dazu im Laufe der Zeit änderten, was die Zuordnung erschwert: An der Stadtbahn 25 (bis 1899), Dirksenstraße 25 (1899–1912), Königsstraße 33 (1912–1916) und Königsstraße 34/36 (1916 bis nach 1932). (Die Königstraße heißt heute Rathausstraße.) Bei der Eröffnung des Ateliers am Alexanderplatz behielt er das Atelier in der Landsberger Straße zunächst weiter, das aber in den Jahren 1897–1899 die Adresse Palisadenstraße 106 hatte. Auch die Müncheberger Filiale existierte zunächst noch weiter.
1900 heiratete Martin Balg Agnes Quel, mit der er drei Söhne hatte, u. a. Erich (1904–1977), der ebenfalls Fotograf wurde. Nachdem Balg 1901 für die herausragende Qualität seiner Fotos zwei Medaillen auf Ausstellungen erhalten hatte, bekam er 1903 den Titel eines Hoffotografen, den er wohl vom Fürstentum Reuß jüngerer Linie. Als erfolgreicher Fotograf hat Balg auch Fotografen ausgebildet. Es ist bekannt aus Lebensgeschichten anderer Fotografen, dass die Lehrlinge einen wichtigen Beitrag für den Erfolg des Ateliers ihrer Chefs leisteten. Balg bildete u. a. den späteren Pasewalker Fotografen Paul Haase aus.
Als Balg Anfang 1919 mit erst 54 Jahren starb, wurde sein Atelier beschrieben und bewertet. Es bestand aus drei Räumen: Aufnahmeraum, Kopierraum und Warteraum für Kunden und sein Wert wurde auf 15.000 ℳ geschätzt. Seit dieser Zeit führte das Atelier Balgs Witwe weiter, indem sie Fotografen beschäftigte. Der Sohn Erich war zu diesem Zeitpunkt erst 14 und hatte die Fotografenlehre noch nicht gemacht. Die Fortführung des Ateliers gelang gut, so dass sie 1926 das 30-jährige Jubiläum des Ateliers an der gleichen Stelle feiern konnte. Sie hat zwischendurch wieder geheiratet und hieß Stern, aber das Atelier wurde weiter unter dem Namen Balgs geführt. Zu diesem Anlass erschien folgende Notiz: „Am 17. April konnte die Inhaberin der Firma Hofphotograph Martin Balg in Berlin C 2, Königstr. 34/36, Frau Agnes Stern, auf das 30jährige Bestehen ihres Geschäfts zurückblicken. Von den kleinsten Anfängen heraus hatte Herr Balg, der verstorbene Gatte der Inhaberin, das in Groß Berlin gut bekannte Atelier am Alexanderplatz zu einem der angesehensten Geschäfte zu gestalten vermocht.“ Das Atelier existierte noch 1932.
Von Martin Balg sind nur Atelierporträts bekannt. Deswegen lässt sich zusammenfassend sagen, dass er ein sehr guter Handwerker war, doch seine Fotos nicht den gleichen dokumentarischen Wert haben, wie etwa die seines Kollegen Waldemar Titzenthaler. Da bis jetzt keine Untersuchung seiner Tätigkeit unternommen wurde, sollte diese zusammenfassende Probe mit Vorsicht verwendet werden.

## Auszeichnungen
Nach den auf seinen Reversen aufgedruckten Information erhielt Balg 1901 „Höchste Auszeichnung, goldene Medaille im In- und Auslande“, d. h. in Hamburg und Neapel.